# Rio Patterson
O rio Patterson, é um rio urbano parcialmente artificial da bacia hidrográfica de Port Phillip, localizado na região sudeste da Grande Melbourne, no estado australiano de Vitória. É o rio mais curto de Vitória, com apenas 5 quilômetros de comprimento.